# Neil Ruddock
Pour les articles homonymes, voir Ruddock.
Neil Ruddock, né le 9 mai 1968 à Wandsworth en Londres (Angleterre), est un footballeur anglais, qui évoluait au poste de défenseur central à Tottenham Hotspur et en équipe d'Angleterre.
Ruddock a une unique sélection avec l'équipe d'Angleterre, en 1995. 

## Carrière
- 1984-1986 : Millwall FC  Angleterre
- 1986-1988 : Tottenham Hotspur  Angleterre
- 1988-1989 : Millwall FC  Angleterre
- 1989-1992 : Southampton FC  Angleterre
- 1992-1993 : Tottenham Hotspur  Angleterre
- 1993-1998 : Liverpool FC  Angleterre
- 1997-1998 : Queens Park Rangers  Angleterre
- 1998-2000 : West Ham United  Angleterre
- 2000-2001 : Crystal Palace  Angleterre
- 2001-2003 : Swindon Town  Angleterre[1]

Le 3 janvier 2013 il intègre le jeu de télé réalité Celebrity Big Brother 11. Il est notamment en compétition avec le couple américain Heidi Montag et Spencer Pratt, Frankie Dettori ou encore Gillian Taylforth.

## Palmarès

### En équipe nationale
- 1 sélection et 0 but avec l'équipe d'Angleterre en 1995.

### Avec Southampton
- Finaliste de la Full Members Cup en 1992.

### Avec Liverpool
- Vainqueur de la Coupe de la ligue en 1995.

### Avec West Ham United
- Vainqueur de la Coupe Intertoto en 1999 (titre partagé).